# Caveat emptor
Caveat emptor (łac. „niech kupujący się strzeże”) – ograniczenie zasady dobrej wiary w obrocie handlowym. Zasada ta obowiązuje między innymi w prawie anglosaskim. Na przykład przy zakupie nowego domu zarówno sprzedający, jak i agent sprzedającego nie są odpowiedzialni za to, aby opisać wszystkie ewentualne wady sprzedawanego domu i to kupujący powinien upewnić się, że kupowany dom nie ma żadnych ukrytych wad.
Zasadę tę w umowach zakupu, także sporządzanych w Polsce, wyraża się często zastrzeżeniem, że obiekt podlega sprzedaży w stanie „w jakim jest” (ang. as is) lub że sprzedający „nie odpowiada za wady ukryte”.